# Вилчелеле (Вранча)
Вилчелеле (рум. Vâlcelele) — село у повіті Вранча в Румунії. Входить до складу комуни Корбіца.
Село розташоване на відстані 214 км на північний схід від Бухареста, 52 км на північ від Фокшан, 112 км на південь від Ясс, 97 км на північний захід від Галаца, 144 км на північний схід від Брашова.

## Населення
За даними перепису населення 2002 року у селі проживали 57 осіб, усі — румуни. Усі жителі села рідною мовою назвали румунську.